# Quel tempérament de feu
Albums de Sheila
Poupée de porcelaine (album)
(1972) L'Amour qui brûle en moi
(1976)
Quel Tempérament de feu est un album studio (et une chanson) de Sheila qui est sorti en 1975.
La photo de la pochette de cet album est de Léonard de Raemy.

## Liste des titres
1. Quel tempérament de feu
2. Aimer avant de mourir
3. C'est le cœur (les ordres du docteur)
4. Laisse-toi rêver
5. Ne fais pas tanguer le bateau
6. Personne d'autre que toi
7. Glory alleluia
8. Le bonheur file et roule entre nos doigts
9. Aucune montagne, aucune rivière
10. Tu es le soleil

## Production

### France
- Édition Album original :
  - 33 tours / LP Stéréo  Carrère 67.098 sorti en 1975
  - Cassette audio  Carrère 70.098 sortie en 1975

- Réédition de l'album :
  - CD  Warner Music 0190295949044- date de sortie : octobre 2016.
  - 33 tours / LP Stéréo  Vinyle 33 tours Picture orange et jaune - Warner Music 0190295866488- date de sortie : 24 février 2017.

### Étranger
- Édition Album original :
  -  Canada - 33 tours / LP Stéréo  Carrère LCR 800 sorti en 1975

## Les extraits de l'album

### en France
- Tu es le soleil / (Le titre de la face B du single : Non chéri n'est pas inclus dans cet album).
- Ne fais pas tanguer le bateau / (Le titre de la face B du single : Samedi soir n'est pas inclus dans cet album).
- C'est le cœur / Le bonheur file et roule entre nos doigts.
- Aimer avant de mourir / Aimer avant de mourir (instrumentale) (cette version instrumentale n'est pas incluse sur cet album).
- Quel tempérament de feu / Laisse toi rêver
- Personne d'autre que toi a été mis en face B du single  Un prince en exil (ce dernier titre n'étant pas inclus dans cet album). Ce single est sorti au printemps 1976.

### au Canada
- Canada - 45 tours / Stéréo  : Personne d'autre que toi (remix) / Personne d'autre que toi.

À noter que le remix de la chanson « Personne d'autre que toi » n'existe que sur ce 45 tours édité au Canada et qu'il n'est pas inclus dans cet album.

## Reprises des chansons issues de l'album
Le Couple (45 tours sorti non rattaché à un album en 1974)
- 1974 - Lili Montes
- 1974 - Paul Mauriat
- 1974 - Michel Pruvot
- 1974 - Georges Jouvin
- 1975 - Caravelli
- 1975 - Chatelaine
- 1975 - Sophie Darel
- 1975 - Véronique Béliveau
- 1998 - Clemence Bringtown

Autres langues
- 1974 - Sabu (La Pareja, Espagne/Mexique)
- 1974 - Patrick Samson (La Pareja, Espagne)
- 1975 - Pecos Kanvas (La Pareja, Espagne/Argentine)

Tu es le soleil (chanson sortie en 1974 en 45 tours)
- 1974 - Lilia Martin
- 1974 - Lili Montes
- 1974 - Jacqueline Pierre
- 1974 - Claude Dauray
- 1975 - Élisabeth Jérôme
- 1975 - Sylvie Morel
- 1975 - Georges Jouvin
- 1975 - Caravelli
- 1976 - Josepha Miraschi
- 1976 - Chatelaine
- 2000 - Nathalie Cardone
- 2001 - Dave

Ne fais pas tanguer le bateau (chanson sortie en 1974 en 45 tours)
- 1974 - Lili Montes
- 1974 - Michèle Richard
- 1974 - Claude Daunay
- 1974 - Véronique Béliveau
- 1975 - Mario Cavallero
- 1975 - Aimable
- 1975 - Yvette Horner
- 1976 - Chatelaine
- 1976 - Michel Laguens
- 2018 - Guy Matteoni

Samedi soir (chanson sortie Face B en 1974 en 45 tours)
- 2022 - Willy Braun
- 2023 - Frenchy French Leak Music

C'est le coeur (les ordres du docteur)
- 1975 - Patsy Gallant
- 1975 - Chatelaine
- 1975 - Michel Delpech
- 1975 - Lili Montes
- 1975 - Georges Jouvin
- 1975 - Michèle Lecange
- 1975 - Léa Levan
- 1975 - Raymond Boisserie
- 1976 - Severine Cordier
- 1988 - Sabrina Salerno
- 2017 - Camille Lou

Autres langues (issues de la traduction de la chanson de Sheila)
- 1975 - Sandy Nelson (Doctors Orders, Royaume-Uni/Etats-Unis)
- 1975 - Gitte Hænning (Doctors Orders, Danemark)
- 1976 - Paula Carter (Doctors Orders, Espagne)
- 1976 - Eva  (Ärztliche Ardnodnungen, Allemagne/Pays-Bas)

Aimer avant de mourir
- 1975 - Brit Kent
- 1975 - Juzzie
- 1975 - Claude Pascal
- 1975 - Raymond Boisserie
- 1975 - Francis Lai
- 1975 - Lili Montes

Autres langues (dont la traduction est issue de la chanson de Sheila)
- 1975 - Karel Gott (Aria, Tchécoslovaquie)
- 1975 - Frangelico (Aria, Italie)
- 1975 - I Nigro (Aria, Italie)
- 1976 - Shirley Bassey (Love before dying, Royaume-Uni/Etats-Unis)
- 1976 - Ricky Shayne (Aria, Allemagne)
- 1977 - Kansas City Stompers (Love before dying, Etats-Unis)

Quel tempérament de feu
- 1975 - Chatelaine
- 1975 - Patsy Gallant
- 1975 - Johanne Desforges
- 1975 - Chantal Renaud
- 1975 - Doria
- 1976 - Lili Montès
- 1976 - Caravelli
- 1976 - Claude Daunay
- 1976 - Véronique Béliveau
- 1977 - Anne-Marie David
- 1980 - Vanessa Rolland
- 1994 - Sylvie
- 2004 - Negga Complices
- 2011 - Hélène Ségara

Autres langues
- 1975 - Anne-Marie David (Ilk ve son, Allemagne, Danemark, Tchécoslovaquie)
- 1975 - Maggie Mae (Ich brenne, Allemagne/Pays-Bas)
- 1975 - Airbus (Royaume-Uni)
- 1975 - Jeanne Burton (I'm on fire, Royaume-Uni)
- 1976 - Dori Ghezzi (Italie)
- 1976 - Karina (Soy el fuego, Espagne)
- 1976 - Rozlyne Clarke (I'm on fire, Australie)
- 1976 - Tina Charles (I'm on fire, Royaume-Uni/Etats-Unis)
- 1978 - Semiha Yankı (Turquie)

Personne d'autre que toi
- 1975 - Jeanne Burton (Royaume-Uni)
- 1976 - Kathy Kirby (Royaume-Uni)

Glory Alleluia
- 1975 - Nicoletta
- 1975 - Poppys
- 1975 - Georges Jouvin
- 1975 - Nicole Cloutier
- 1976 - Les Petits Chanteurs à la croix de bois
- 1976 - Catherine Ferry
- 1976 - Raymond Lefebvre
- 1977 - Line Renaud
- 1977 - Ginette Reno
- 1978 - La Bande à Basile
- 1978 - Sylvie Vartan (Royaume-Uni)
- 1979 - Jeane Manson
- 1979 - Annie Cordy
- 1980 - Karen Cheryl
- 1980 - Marie Myriam
- 1981 - Dorothée
- 1983 - La Compagnie créole
- 1988 - Céline Dion
- 1991 - Michèle Torr
- 2009 - Vox Angeli
- 2015 - Natasha St-Pier
- 2023 - Laura Laune